# Кравцов Петро Миколайович
Петро Миколайович Кравцов (нар. 10 лютого 1946, с. Почапинці, Чемеровецького р-ну, Хмельницької обл.) - спортсмен, тренер з пауерліфтинга, Заслужений тренер України. 

## Біографія
Кравцов Петро Миколайович на родився у с. Почапинці Чемеровецького р-ну Хмельницької обл.  Закінчив Київський університет (1979 р.). 
Виступав у вагових категоріях до 60, 67,5, 75 кг. 
Тренери – В. Драга, Ю. Ковальов.
Тренер у м. Ялта (1990–2002 рр.); відтоді – спортивного клубу «Скіф» м. Красноперекопськ (обидва – АР Крим). 
Серед вихованців – Л. Османова, С. Овчаренко. Секретар-інформатор змагань з важкої атлетики України, СРСР, міжнародного (1982–92 рр.), з паверліфтингу України та міжнародного (від 1994 р.). Установив 39 рекордів світу, 62 – Європи, 272 – України (1991–2010 рр.).
Співавтор книг «Тяжелоатлеты Украины» (1985), «Энциклопедия олимпийского спорта» (1998; обидві – Київ). Автор низки статей в ЕСУ.

### Досягнення
- Майстер спорту з важкої атлетики (1975 р.);
- Майстер спорту міжнародного класу з паверліфтингу (1993 р.);
- Суддя міжнародної категорії з важкої атлетики (1987 р.);
- Заслужений тренер України з паверліфтингу (1996 р.);
- Чемпіон світу (м. Лаухаммер, Німеччина, 2008; м. Ростов, РФ, 2009);
- 2-разовий чемпіон Євразії (Москва, 2010);
- абсолютний чемпіон (м. Дьор, Угорщина, 1996);
- срібний призер (Черкаси, 1994; м. Паланга, Литва, 1997) чемпіонатів Європи серед ветеранів.